# Alimentation
Pour les articles homonymes, voir Alimentation (homonymie).
Ne doit pas être confondu avec Nutrition.
L’alimentation est le choix et l'intégration de la nourriture (ensemble d'aliments) par un être vivant. Une fois les aliments choisis et intégrés (par exemple par ingestion), les processus de nutrition permettent à l'organisme de survivre et de fonctionner.
Chez l'humain, l'alimentation caractérise aussi la manière de récolter, stocker et préparer les aliments, de le cuisiner et de s'alimenter, qui s'intéresse en outre aux domaines culturel, social et éthique voire du religieux (tabous alimentaires, jeûne, rituels de préparation, etc.).

## Nutrition

### Approche thermobiologique
Les réactions chimiques exothermiques nécessaires à la vie sont dépendantes d'apports en nutriments. Chez les organismes supérieurs, ceux-ci sont soit synthétisés par photosynthèse (végétaux), soit puisés dans des composés organiques (animaux et champignons). Il existe d'autres sources énergétiques pour les micro-organismes : par exemple, certaines archées puisent leur énergie en produisant du méthane ou en oxydant des composés sulfurés.

#### Alimentation végétale
Les végétaux sont des organismes autotrophes. Ils sont capables de synthétiser les composants organiques à partir d'eau, de composés azotés et de sels minéraux trouvés dans le sol, du CO2 atmosphérique et d'énergie solaire grâce à la fonction chlorophyllienne.

#### Alimentation animale et humaine

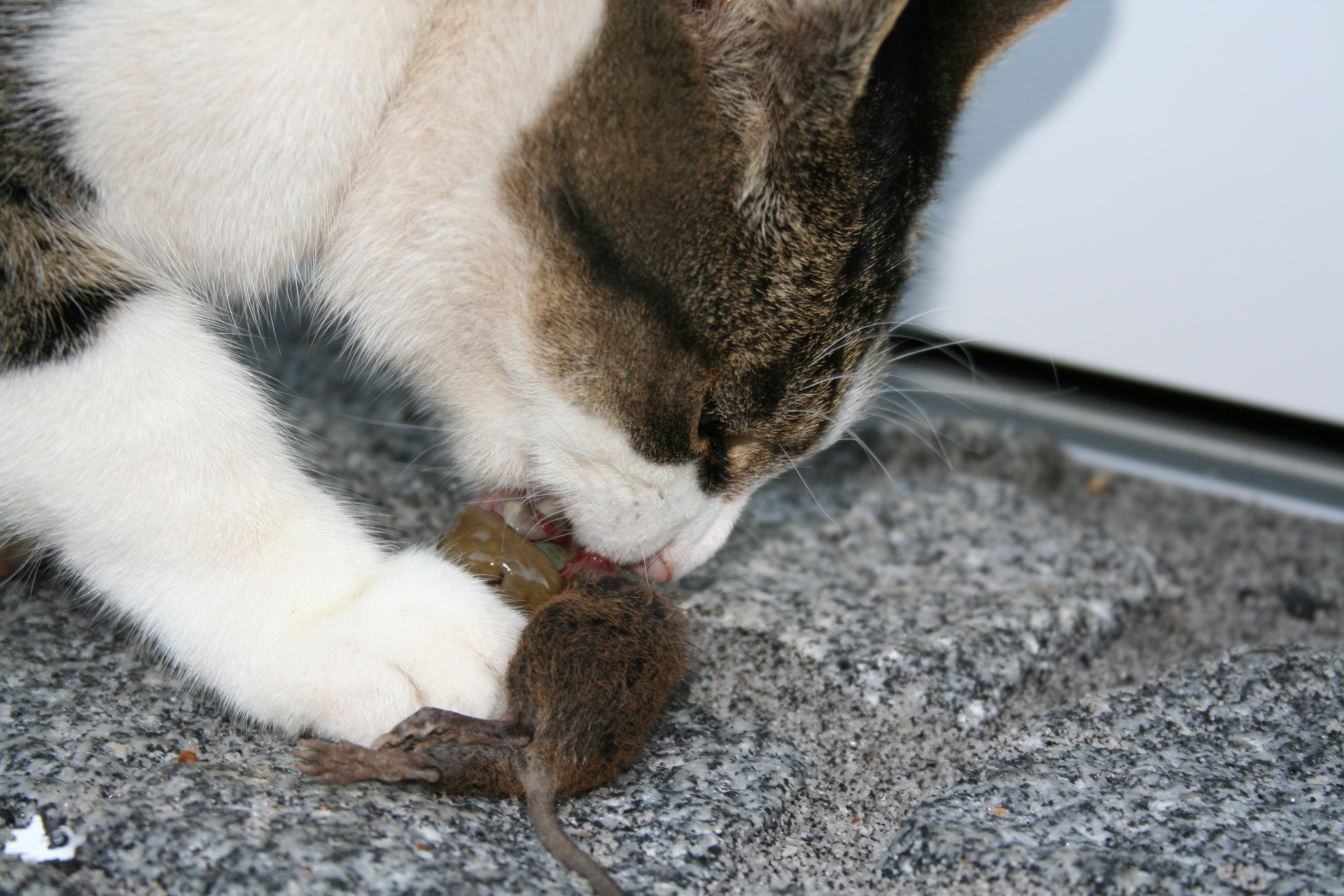
Un chat mangeant une souris.

Les animaux sont des organismes hétérotrophes. Ils sont dépendants d'une ou plusieurs autres espèces pour leur nourriture. Les aliments sont transformés en nutriments par la digestion. Le régime alimentaire, qu'il soit zoophage ou herbivore, a une influence prépondérante sur le comportement des animaux. Il détermine notamment leur statut de prédateur ou de proie dans le réseau trophique. Ils peuvent avoir une pratique alimentaire omnivore ou plus spécifique insectivore, piscivore, charognard, détritivore, herbivore…
Comme les autres animaux, l'homme est dépendant de son environnement pour assurer ses besoins primaires en nourriture. L'étude des besoins humains en nourriture, que ce soit en quantité (obésité ou sous-alimentation) ou en qualité (malnutrition), est la nutrition.

### Nutriments
Les nutriments sont des molécules produites lors de la digestion des aliments consommés,. Les protéines, les lipides et les glucides sont les trois grands groupes de nutriments qui permettent à l’organisme de se construire, de se renouveler, et d'apporter l'énergie nécessaire au métabolisme. Néanmoins, on peut les scinder en deux groupes : les nutriments essentiels et ceux qui ne le sont pas. En effet, les protéines et les lipides sont dits essentiels, car notre corps est incapable de les fabriquer et il faut donc les acheminer par l'alimentation, contrairement aux glucides qui peuvent être synthétisés à partir d'autres nutriments.

#### Protéines
Les protéines sont composées d'acides aminés qui, une fois libérés pendant la digestion, vont être utilisés par l'organisme pour produire ses propres protéines. Ces dernières entrent dans la composition du corps humain, notamment les muscles, les os, la peau, les cheveux ou encore les ongles.
De plus, elles sont indispensables à certains processus physiologiques comme la réponse immunitaire (les anticorps) ou encore la production d'hormones. Elles sont aussi l’unique source d'azote de l'organisme.

#### Lipides
Les lipides sont les nutriments les plus énergétiques. Ils sont les constituants de la membrane de nos cellules (bicouche de phospholipides) et assurent donc leur bon fonctionnement, et celui des organes. On peut ajouter à cela que les lipides ont un rôle essentiel dans le transport de certaines protéines et hormones dans le sang, ainsi que d'un bon nombre de vitamines. Pour les hormones, ils ne font pas que les transporter, mais ils participent aussi à l'élaboration de certaines d'entre elles.

#### Glucides

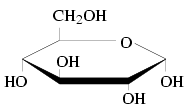
Le glucose

Les glucides, contrairement aux protéines et aux lipides, ne sont pas essentiels, et peuvent être produits à partir d'autres nutriments. Les glucides sont utilisés sous la forme de glucose. Ce glucose va être utilisé par toutes les cellules, qu'elles soient musculaires ou nerveuses, notamment les cellules du cerveau. Il peut aussi être, dans une moindre mesure, transformé en glycogène pour servir de réserve d’énergie instantané pour les muscles par exemple.

#### Eau
L'eau est un solvant polaire de référence qui dissout de nombreux composés comme le sel et le sucre. La plupart des aliments contiennent de l'eau de manière naturelle. C'est un nutriment essentiel qui permet à de nombreuses réactions d'avoir lieu, de sorte qu'il est indispensable au fonctionnement des organismes vivants. Il permet également le transport des nutriments et l'hydratation des tissus de l'organisme. L'organisme humain contient en moyenne 60 % d'eau. Les humains sont capables de vivre sans manger pendant plusieurs semaines, mais ne peuvent vivre sans apport d'eau durant quelques jours.

#### Apports nutritionnels conseillés
Les apports nutritionnels conseillés sont les quantités que l'on doit ingérer en une journée. Ils diffèrent selon l'âge, le sexe et le mode de vie.

### Troubles du comportement alimentaire
Les troubles du comportement ou des conduites alimentaires (TCA) se définissent par une relation « anormale » à l'alimentation. Ces troubles sont variés et peuvent altérer plus ou moins fortement la santé physique et mentale d'un individu touché. Ils touchent en moyenne plus de femmes que d'hommes à travers le monde et apparaissent souvent à l'adolescence. Les exemples les plus courants de TCA sont la boulimie, l'anorexie, ou encore l'hyperphagie. D'autres troubles comme l'orthorexie sont encore peu connus à l'heure actuelle[réf. souhaitée].